# Chapelle Saint-Corneille de Breisem
La chapelle Saint-Corneille (Sint-Corneliskapel en néerlandais) est une chapelle de style gothique située à Breisem, hameau de Kumtich, une section de la ville belge de Tirlemont (Tienen) en Brabant flamand.

## Localisation
La chapelle Saint-Corneille de Breisem se dresse au carrefour de la Kerkomstraat et de la Kapellenblokstraat dans le hameau de Breisem, au nord de Kumtich, lui-même situé à l'ouest de Tirlemont, sur la route nationale RN3.

## Historique
La nef et le premier étage de la tour, ainsi que les bâtiments annexes qui la flanquent datent de la première moitié du XIVe siècle tandis que les autres étages de la tour ont été érigés durant une deuxième campagne de construction, durant la seconde moitié du XIVe siècle.
Le chœur, plus haut que la nef, a été érigé à la fin du XIVe siècle à l'emplacement de l'ancien.
Le portail en plein cintre de style classique date quant à lui de 1754,,.

## Classement
La chapelle fait l'objet d'un classement au titre des monuments historiques depuis le 22 septembre 1981 sous la référence 1197 et figure à l'inventaire du patrimoine immobilier de la Région flamande sous la référence 43102.

## Architecture

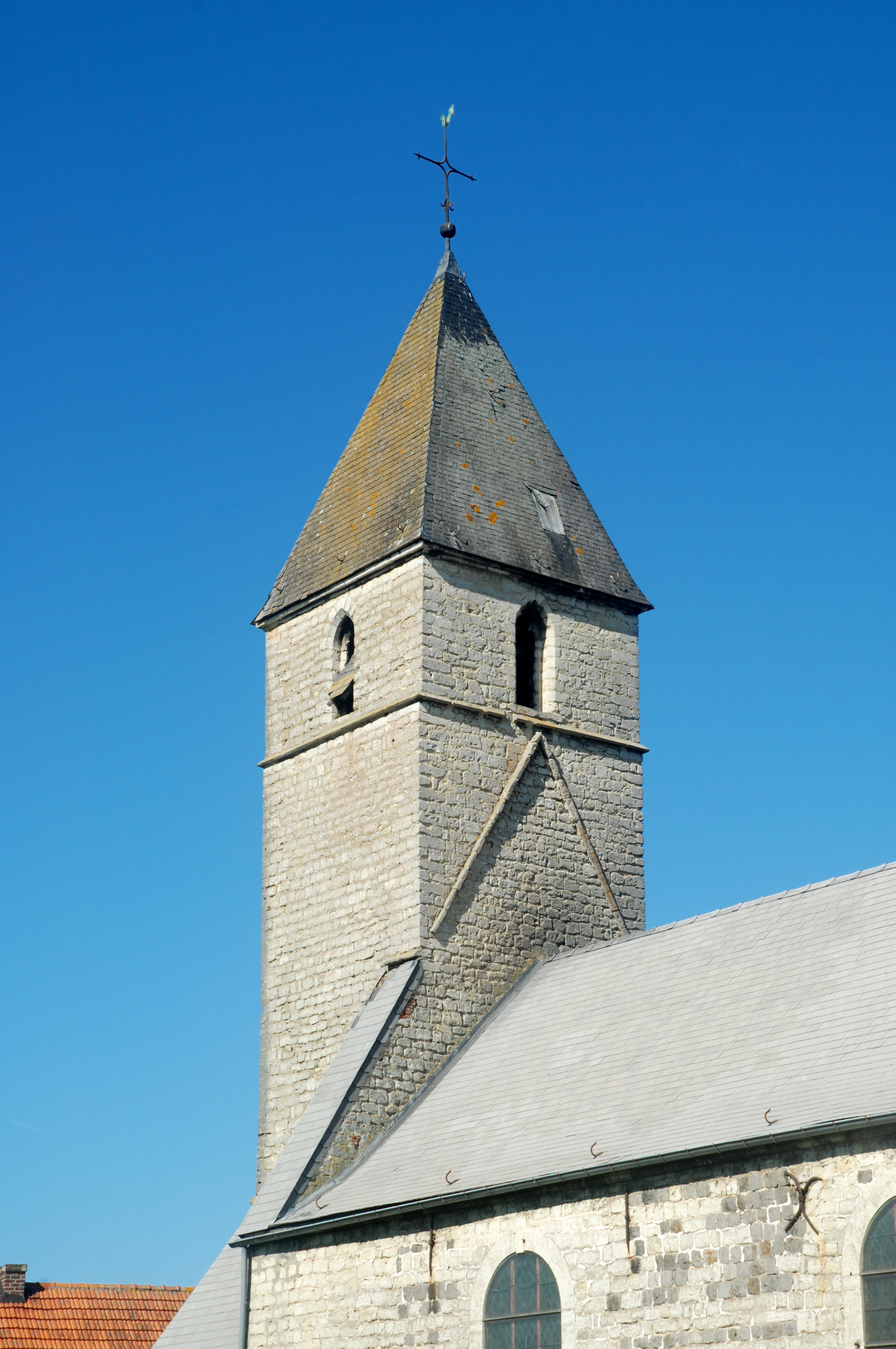
La tour.
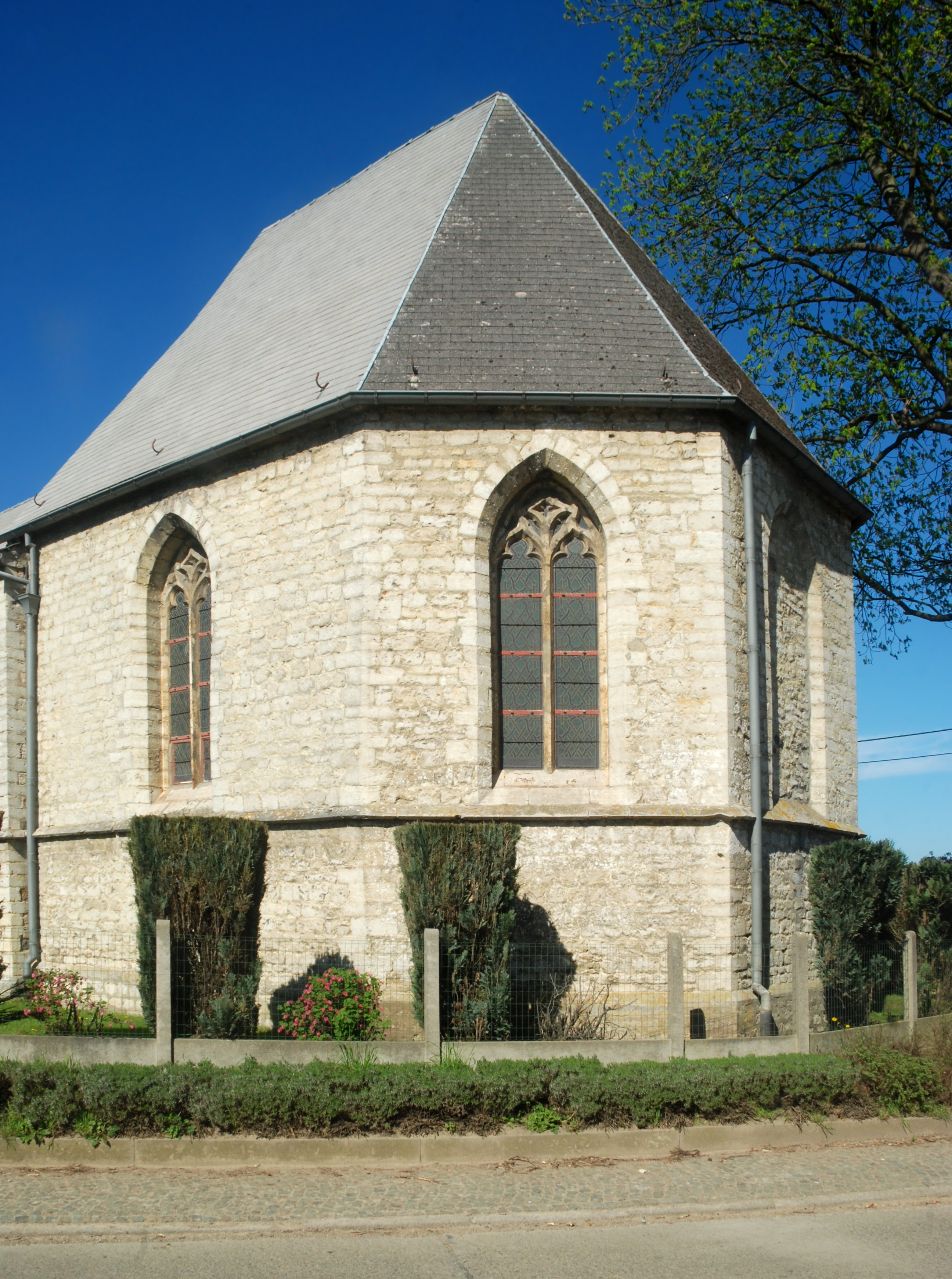
Le chevet.
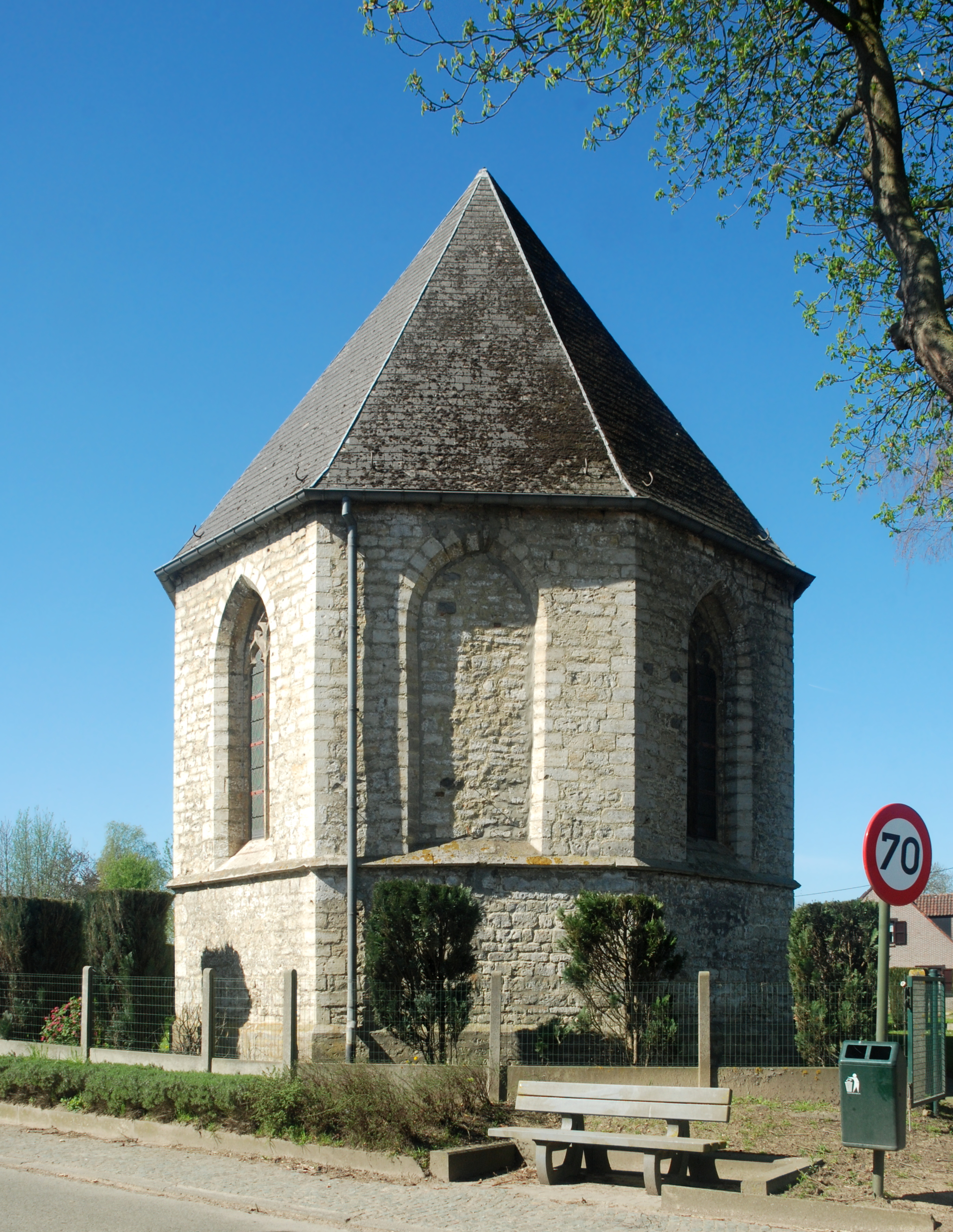
Vue axiale du chevet.